# Antti Raanta
Antti Raanta (ur. 12 maja 1989 w Rauma) – fiński hokeista, reprezentant Finlandii.
Jego brat Mikko (ur. 1987) także jest bramkarzem hokejowym.

## Kariera
- Lukko U16 (2003-2005)
- Lukko U18 (2005-2007)
- Lukko U20 (2006-2010)
- Lukko (2008-2011)
  -  Suomi U20 (2009)
- Ässät (2011-2013)
- HIFK (2013)
- Chicago Blackhawks (2013-2015)
  -  Rockford IceHogs (2013-2015)
- New York Rangers (2015-2017)
- Arizona Coyotes (2017-2021)
- Carolina Hurricanes (2021-)

Wychowanek klubu Rauman Lukko. Od kwietnia 2011 do kwietnia 2013 zawodnik klubu Ässät. W maju 2013 został zawodnikiem HIFK związany dwuletnią umową, zaś po miesiącu, w czerwcu 2014 podpisał wstępny kontrakt z klubem NHL, Chicago Blackhawks. W jego barwach występował w sezonie NHL (2013/2014), a jednocześnie grał w zespole farmerskim, Rockford IceHogs, w sezonie 2013/2014 ligi AHL. W czerwcu 2014 przedłużył kontrakt z Chicago Blackhawks o dwa lata. Od czerwca 2015 zawodnik New York Rangers. Od czerwca 2017 zawodnik Arizona Coyotes. Pod koniec lipca 2021 ogłoszono jego transfer do Carolina Hurricanes i dwuletni kontrakt.
Uczestniczył w turnieju mistrzostw świata w 2013.

## Sukcesy
Klubowe
- Brązowy medal mistrzostw Finlandii: 2011 z Lukko
- Złoty medal mistrzostw Finlandii: 2013 z Ässät
- Clarence S. Campbell Bowl: 2015 z Chicago Blackhawks
- Puchar Stanleya: 2013 z Chicago Blackhawks

Indywidualne
- SM-liiga (2012/2013):
  - Pierwsze miejsce w klasyfikacji skuteczności interwencji w sezonie zasadniczym: 94,33%
  - Pierwsze miejsce w klasyfikacji średniej goli straconych na mecz w sezonie zasadniczym: 1,85
  - Pierwsze miejsce w klasyfikacji skuteczności interwencji w fazie play-off: 95,45%
  - Trofeum Lassego Oksanena – najlepszy zawodnik w rundzie zasadniczej
  - Trofeum Jariego Kurri – najlepszy zawodnik w fazie play-off
  - Trofeum Urpo Ylönena – najlepszy bramkarz sezonu
  - Skład gwiazd sezonu
- Mistrzostwa Świata w Hokeju na Lodzie 2013/Elita:
  - Szóste miejsce w klasyfikacji skuteczności interwencji: 92,79%
  - Ósme miejsce w klasyfikacji średniej goli straconych na mecz: 2,09
  - Drugie miejsce w klasyfikacji liczby obronionych strzałów: 193
  - Jeden trzech najlepszych zawodników reprezentacji[9]
- NHL (2013/2014):
  - Najlepszy pierwszoroczniak miesiąca – grudzień 2013